# Kullings landsfiskalsdistrikt
Kullings landsfiskalsdistrikt var 1941–1964 ett landsfiskalsdistrikt i Älvsborgs län, bildat när Sveriges nya indelning i landsfiskalsdistrikt trädde i kraft den 1 oktober 1941, enligt kungörelsen den 28 juni 1941. Detta distrikt bildades av hela Herrljunga landsfiskalsdistrikt samt del av Alingsås landsfiskalsdistrikt som hade bildats den 1 januari 1918 när Sveriges första indelning i landsfiskalsdistrikt trädde i kraft. Den 1 januari 1965 avskaffades i Sverige samtliga landsfiskaler och landsfiskalsdistrikt, och deras arbetsuppgifter delades upp på de nyskapade indelningarna polisdistrikt, åklagardistrikt och kronofogdedistrikt.
Landsfiskalsdistriktet låg under länsstyrelsen i Älvsborgs län.

## Ingående områden
Kommunerna  Alingsås landsförsamlings och Rödene landskommun, Bergstena, Bälinge, Fullestad, Lena, Långared och Skogsbygden hade tidigare tillhört Alingsås landsfiskalsdistrikt och kommunerna Algutstorp, Bråttensby och Landa, Eggvena, Fölene, Herrljunga, Hol, Horla, Kullings-Skövde, Remene, Siene, Södra Härene, Tarsled, Tumberg hade tidigare tillhört Herrljunga landsfiskalsdistrikt. När Sveriges nya indelning i landsfiskalsdistrikt trädde i kraft den 1 januari 1952 (enligt kungörelsen 1 juni 1951) ändrades distriktets indelning genom kommunreformen 1952 men omfattningen ändrades inte. Den 1 januari 1953 ombildades Herrljunga landskommun till Herrljunga köping, som dock fortsatt skulle tillhöra distriktet utan ändring.

### Från 1 oktober 1941
Kullings härad:
- Algutstorps landskommun
- Alingsås landsförsamlings och Rödene landskommun
- Bergstena landskommun
- Bråttensby och Landa landskommun
- Bälinge landskommun
- Eggvena landskommun
- Fullestads landskommun
- Fölene landskommun
- Herrljunga landskommun
- Hols landskommun
- Horla landskommun
- Kullings-Skövde landskommun
- Lena landskommun
- Långareds landskommun
- Remmene landskommun
- Siene landskommun
- Skogsbygdens landskommun
- Södra Härene landskommun
- Tarsleds landskommun
- Tumbergs landskommun

### Från 1 januari 1952
- Herrljunga landskommun
- Vårgårda landskommun

### Från 1 januari 1953
- Herrljunga köping
- Vårgårda landskommun